# ハンス・フォン・アルニム＝ボイツェンブルク

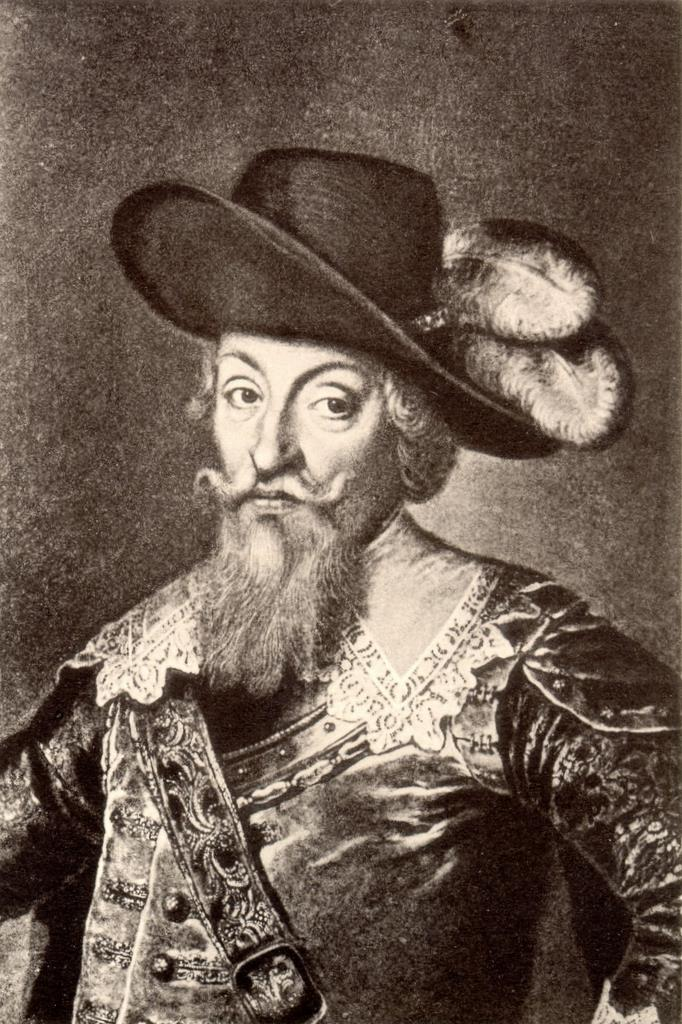
ハンス・ゲオルク・フォン・アルニム＝ボイツェンブルク

ヨハンまたはハンス・ゲオルク・フォン・アルニム＝ボイツェンブルク（ドイツ語: Hans Georg von Arnim-Boitzenburg、1583年ボイツェンブルガーラント - 1641年4月28日、ドレスデン）は、ドイツの将軍である。三十年戦争の経過の中で、神聖ローマ帝国および敵対するザクセン選帝侯の陸軍元帥を務めた。また、外交的な仕事も務めた。

## 生涯
アルニムはブランデンブルクのボイツェンブルガーラントに生まれた。フランクフルト・アン・デア・オーデル、ライプツィヒ、ロストックで学んだ後、1612年にケーニヒスベルクのプロイセン宮廷に仕えるが、決闘を行ったために翌年には職を離れている。彼はグスタフ2世アドルフの下でロシアと戦ったスウェーデン軍に1613年から17年まで参加した。彼はグスタフとブランデンブルクのマリア・エレオノーラとの結婚を取り結ぶために何年にもわたってブランデンブルクへの密使を務め、その後彼のドイツ人傭兵部隊はオスマン帝国への行動を起こすポーランド・リトアニア共和国への合流した。
1626年には、彼はプロテスタントであったのにもかかわらず、ヴァレンシュタインに説得されて神聖ローマ帝国軍に参加した。彼はすぐに陸軍元帥へと昇格し、親しい友人であり宗教的な同盟者であり司令官であるヴァレンシュタインと同程度の尊敬を兵士から勝ち得た。このヴァレンシュタインへの献身と宗教的寛容さは、風変わりな軍暦や政治的な不安定さの動機となっている。
自らをルター派に捧げていたアルニムはフェルディナント2世の命でポーランド王ジグムント3世のルター派のスウェーデン王グスタフ・アドルフに対する援軍として、1629年6月17日にシュトゥムに送られた。アルニムと彼の軍団は指令の実行に非常に乗り気でなかった。ポーランドが傭兵への支払いを渋った際、彼らは暴動を起こし、スウェーデン側へ逐電してしまった。
アルニムは復旧令とヴァレンシュタインの罷免を理由として皇帝軍を辞職した。彼はザクセン選帝侯ヨハン・ゲオルクの軍に加わり、グスタフ・アドルフの軍と共にブライテンフェルトの戦いで左翼の指令を行った。彼はボヘミアへ侵攻し、プラハを攻略して、ニンブルクで勝利した。また1632年にはザクセンへ戻り、その後はブランデンブルクやシレジアで戦った。彼はヨハン・ゲオルクとヴァレンシュタインの交渉における主要な代理人の一人であり、ヴァレンシュタインの死までその役割は続いた。その後、彼はリーグニッツで皇帝軍に勝利し、ボヘミアで農民との協調を指揮した。
プラハ条約への抗議のため、アルニムは1635年にザクセン軍を去った。彼はヴァレンシュタインとスウェーデンに対する陰謀を企てたとしてアクセル・オクセンシェルナに拉致され、1637年にストックホルムに連行された。しかし翌年11月にはハンブルクに逃亡すると、その後は外国支配からのドイツの自由のために生涯を捧げた。彼はフランスおよびスウェーデンに対して帝国とザクセン軍の将軍代理として活動し、ドレスデンで没した。